# Emily Carr University of Art and Design

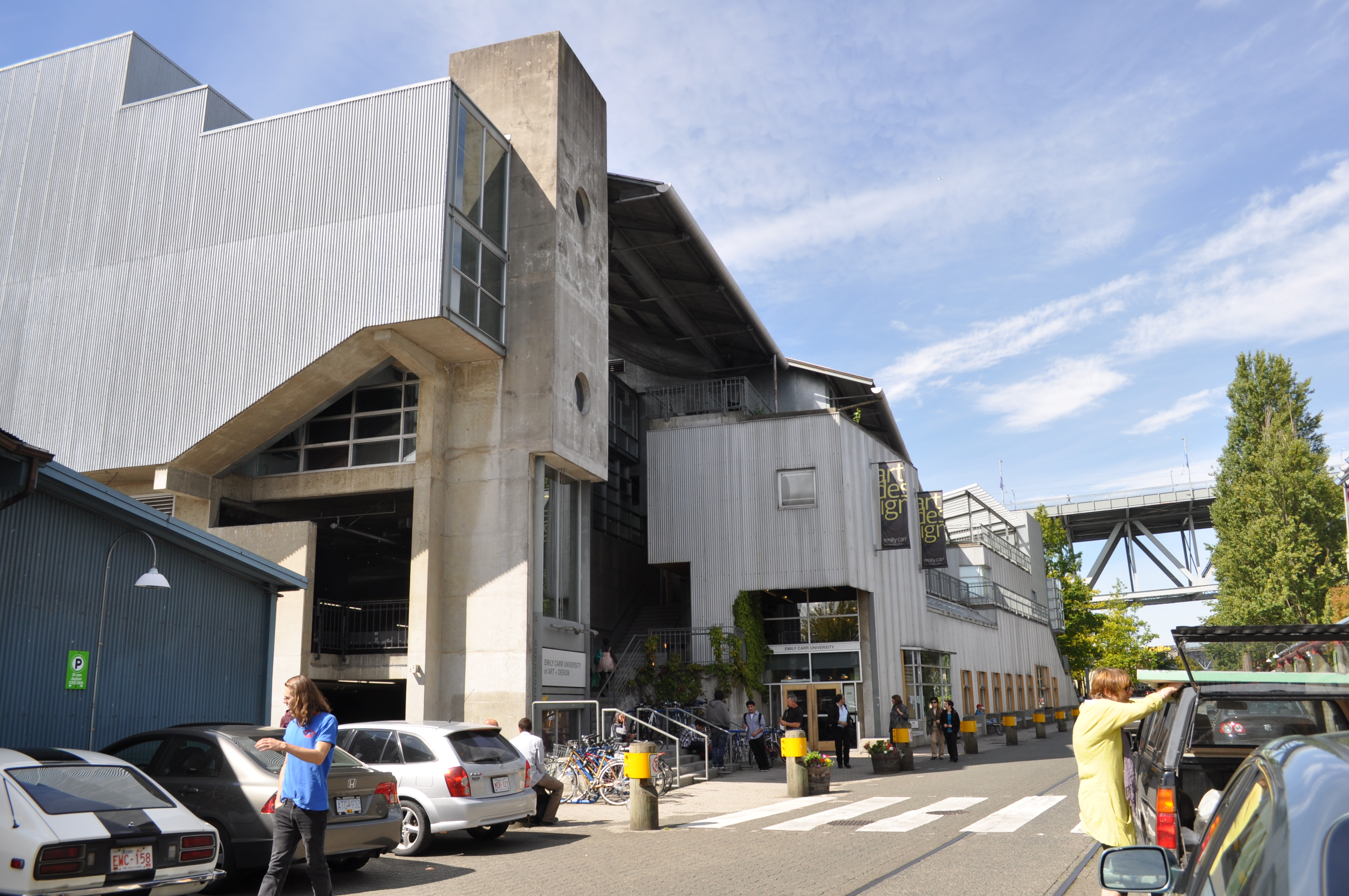
South Building der ECU auf Granville Island

Die Emily Carr University of Art and Design (ECU) ist eine Design- und Kunsthochschule mit dem Status einer Universität in der kanadischen Stadt Vancouver. Sie ist nach der kanadischen Malerin und Schriftstellerin Emily Carr benannt und ist spezialisiert auf ökologisches Design, bildende Kunst, Medien, interaktive Medien, Animationen, Industriedesign und allgemeine darstellende Kunst.

## Geschichte
Gegründet wurde die Schule im Jahr 1925. Zu Beginn hieß sie Vancouver School of Decorative and Applied Arts, danach Vancouver School of Art: Decorative and Applied (ab 1933), Vancouver School of Art (ab 1937), Emily Carr College of Art (ab 1978) und Emily Carr College of Art and Design (ab 1981). 1995 wurde sie umbenannt in Emily Carr Institute of Art and Design (ECIAD). Diesen Namen behielt das Institut bis zum 28. April 2008, als aus dem Institut eine Universität wurde. Die Namensänderung wurde jedoch erst zum 1. September 2008 vollzogen.

## Campus
Die Universität hat ihren Sitz an verschiedenen Standorten in Vancouver. Zum einen befindet sich der Hauptcampus südwestlich des Stadtzentrums im Stadtteil Fairview, auf der Halbinsel Granville Island und ist dort in zwei Gebäuden untergebracht, wobei das nördliche Gebäude eine ehemalige Fischverarbeitungsfabrik war. Ein zweiter Campus am Great Northern Way östlich des Stadtzentrums im Stadtteil Strathcona, wird zusammen mit dem British Columbia Institute of Technology, der University of British Columbia und der Simon Fraser University betrieben.

## Zahlen zu den Studierenden
Im Studienjahr 2023/2024 waren 3.860 Studierende an der Emily-Carr-University-Universität eingeschrieben. Davon zählten 3.085 als heimische Studenten und 775 als internationale Studenten. 2018 waren es 3.570 Studierende gewesen, 2020/2021 waren 3.395 eingeschrieben, 2021/2022 waren es 3.655 und 2022/2023 insgesamt 3.880.

## Bekannte Absolventen
- Ronald Bladen (1918–1988), US-amerikanischer Maler und Bildhauer
- Arnold Belkin (1930–1992), kanadischer Maler und Grafiker
- Neko Case (* 1970), US-amerikanische Sängerin
- Douglas Coupland (* 1961), kanadischer Schriftsteller
- Stan Douglas (* 1960), kanadischer Künstler
- Brian Jungen (* 1970), kanadischer Künstler
- Terence Koh (* 1977), chinesisch-kanadischer Künstler
- Attila Richard Lukacs (* 1962), kanadischer Maler